# منطقه سامژوبزه
منطقه سامژوبزه (به لاتین: Samzhubzê District) یک منطقهٔ مسکونی در چین است که در شیگاتسه واقع شده‌است. بخش سامژوزه ۳٬۶۵۴٫۱۸ کیلومتر مربع مساحت و ۱۱۷٬۰۰۰ نفر جمعیت دارد و ۳٬۸۳۶ متر بالاتر از سطح دریا واقع شده‌است.